# Slaget vid Kalkafloden
Slaget vid Kalkafloden var det första slaget mellan mongoler och östslaver. Mongolernas egentliga motståndare var kumanerna, men dessa hade lyckats ingå ett förbund med furstar från Galizien, Volynien, Kursk, Kiev, Tjernigov och Rostov-Suzdal mot mongolerna. Totalt bestod denna sammansatta armé av 80 000 man, medan mongolerna bara kunde uppbringa 20 000-25 000 man som leddes av Tsubotai och Jebe. 
När härarna möttes vid Dnepr använde mongolerna den taktik som hade fungerat så många gånger tidigare: de låtsades fly. Efter nio dagar befann de sig vid Kalkafloden. De förföljande soldaterna var då utsprida och upprymda av segervittring. När delar av den förföljande armén hade korsat floden vände mongolerna om och krossade först kumanernas ryttare som var snabbast och sedan de  rusiska ryttarna. När dessa flydde bakåt uppstod panik och det blev en lätt seger för mongolerna. Sex furstar och 70 adelsmän stupade på motståndarsidan.